# Platacanthomys lasiurus
Platacanthomys lasiurus — вид мишоподібних гризунів родини Малабаркові (Platacanthomyidae).

## Поширення
Ендемічний вид гризунів Індії. Мешкає в південній частині Індії в горах Західні Гати. Вид зустрічається на території двох розірваних ділянок. Одна частина ареалу знаходиться на північ і південь від міста Палгхат. Другий — в штатах Керала, Карнатака і Тамілнад. В горах мешкає на малих висотах від 600 до 2000 м.

## Опис
Зовні нагадує нашу садову соню з червонувато-коричневим забарвленням спини і білуватим черевцем. Однак на спині ростуть гострі плоскі широкі голки, перемішані з м'яким підшерстям. Хвіст опушений тільки на кінці і забарвлений темніше тулуба; він трохи коротше тіла — 75-10 см. Довжина тіла — 13-21 см, вага — 60-80 г.

## Спосіб життя
Вони поселяються в лісах і порослих чагарником скелях. З листя і трави в дуплі або в скелястій ніші будують кулясте гніздо. Харчуються насінням, фруктами і зеленими паростками. У деяких місцях поїдають зрілий перець, тому звірка іноді називають «перцевим пацюком».